# East of Scotland Championships 2009
Die East of Scotland Championships 2009 im Badminton fanden vom 28. bis zum 29. März 2009 in Edinburgh statt.

## Sieger und Platzierte
| Disziplin    | Gold                          | Silber                        | Bronze                         |
| ------------ | ----------------------------- | ----------------------------- | ------------------------------ |
| Herreneinzel | Gordon Hoggan                 | Andrew Gilliland              | Danny Leinster                 |
| Herreneinzel | Gordon Hoggan                 | Andrew Gilliland              | Craig Lamb                     |
| Dameneinzel  | Lauren Smith                  | Lindsay Campbell              | Helen McCombe                  |
| Dameneinzel  | Lauren Smith                  | Lindsay Campbell              | Frances Heslop                 |
| Herrendoppel | Peter Hockey Duncan Leith     | Gordon Hoggan Craig Lamb      | Iain Nixon Alan Ruddiman       |
| Herrendoppel | Peter Hockey Duncan Leith     | Gordon Hoggan Craig Lamb      | Andrew Gilliland Alan McMillan |
| Damendoppel  | Lindsay Campbell Victoria Wan | Emma Cook Caitlin Pringle     | Fiona Bain Lauren Smith        |
| Damendoppel  | Lindsay Campbell Victoria Wan | Emma Cook Caitlin Pringle     | Helen McCombe Michelle Wan     |
| Mixed        | Duncan Leith Helen McCombe    | Peter Hockey Jaclyn Gilliland | Craig Lamb Ruth Johnston       |
| Mixed        | Duncan Leith Helen McCombe    | Peter Hockey Jaclyn Gilliland | Calum Menzies Frances Heslop   |